# 君津市立坂田小学校
君津市立坂田小学校（きみつしりつ さかだしょうがっこう）は、千葉県君津市坂田にあった公立小学校。

## 沿革
- 1971年（昭和46年）4月1日 - 君津町立大和田小学校の学区を分割して君津町立坂田小学校開校。
- 1971年（昭和46年）9月1日 - 君津町の市制施行により、君津市立坂田小学校に改称。
- 1974年（昭和49年）3月30日 - 体育館竣工、校歌・校章・校旗制定。
- 1974年（昭和49年）7月31日 - プール竣工。
- 1981年（昭和56年）3月31日 - 大和田小学校との間で学区一部変更。
- 2022年（令和4年）3月31日 - 閉校[1]。なお、校舎は、改修の上、本校と大和田小学校が統合して開校した周西の丘小学校の校舎として使用される[3]。

## 校歌
1974年制定。作詞：阪田寛夫、作曲：市川都志春。

## 学区
- 坂田 全域
- 東坂田 全域
- 西坂田 全域
- 君津台 全域
- 新日鐵住金大和田社宅 A棟・B棟

## 進学先中学校
- 君津市立周西中学校

## 周辺
- 千葉県立君津高等学校
- 君津市立周西中学校
- 君津市立大和田小学校
- 坂田八幡神社
- 浅間神社
- 長福寺